# Јежи Дудек
Јежи Хенрик Дудек (пољ. Jerzy Henryk Dudek; 23. март 1973, Рибник) бивши је пољски фудбалер који је играо на позицији голмана.

## Каријера
Дудек је почео да игра фудбал у екипи Горник Кнуров са 12 година. Шест година касније дебитовао је као сениор у Конкордији из Кнурова у трећој лиги, где је поставио рекорд од 416 минута без примљеног гола.
У Пољској је играо и за Сокол Тихи једну сезону, да би 1996. године напустио земљу и отишао у холандски Фајенорд. Са Фајенордом је 1999. освојио Првенство Холандије и Суперкуп Холандије победом против Ајакса 3:2.
У лето 2001. прелази у Ливерпул где је одмах заменио Сандера Вестервелда на месту првог голмана екипе. Прва сезона у Ливерпулу је била одлична, у којој је својом одличном формом и одбранама допринео да Ливерпул буде други у Премијер лиги, иза Арсенала који је те сезоне освојио дуплу круну. Такође је Дудек био номинован за најбољег голмана Европе заједно са Оливером Каном и Ђанлуиђијем Буфоном. Следеће сезоне се опоравио након низа великих грешака у лиги, тако што је помогао екипи да освоји Лига куп победом над Манчестер јунајтедом од 2:0 у финалу где је био играч утакмице.
Дудек је био један од најважнијих играча 2005. године приликом освајања Лиге шампиона. У финалу против Милана је одбранио две одличне шансе Андрија Шевченка у продужецима, које је Ливепул изборио резултатом 3:3 након што су губили 3:0. Касније је у пенал серији одбранио пенале Шевченку и Андреи Пирлу, да би касније Ливерпул победио резултатом 3:2 након пенала. Дудек је у пенал серији користио тактику Бруса Гробелара из 1984. године кад је Ливерпул победио Рому у финалу Купа шампиона, да би збунио играче Милана приликом извођења пенала. Постао је трећи пољски фудбалер који је постао првак Европе након Збигњева Боњека и Јожефа Млинарчика.
Дудек је сезоне 2005/06. изгубио место у стартној постави након повреде руке, док је његово место заузео Пепе Рејна. У следеће две сезоне у клубу игра свега 12 мечева. Занимљиво је да су Дудекове две одбране Шевченку изгласане као најзначајнији тренутак у Лиги шампиона свих времена, испред Зидановог гола у финалу 2002. против Бајера из Леверкузена и Солшеровог гола у финалу 1999. против Бајерна из Минхена.
Сезоне 2007/08. прешао у Реал Мадрид, али је одиграо свега 2 меча у првенству због тога што је први голман био Икер Касиљас.

## Репрезентација
Јежи Дудек је први пут позван за репрезентацију Пољске на пријатељском мечу против Русије, али није улазио у игру. Дебитовао је на пријатељском мечу против Израела 1998. године. Играо је на Светском првенству 2002. године где је Пољска испала у групној фази. У квалификацијама за Светско првенство 2006. године одиграо је седам од десет мечева, а на крају није био позван за Светско првенство због слабе минутаже у Ливерпулу, на његово место је дошао Артур Боруц. Навијачи су били шокирани одлуком пољског селектора, а на припремној утакмици против Колумбије Кушчак је био кривац за погодак у поразу од 2:1, примивши погодак од противничког голмана након дегажирања лопте.

## Трофеји
Фајенорд
- Ередивизија : 1999
- Суперкуп Холандије : 1999

Ливерпул
- Лига шампиона : 2005
- УЕФА суперкуп : 2005
- ФА куп : 2006
- Лига куп : 2003

Реал Мадрид
- Првенство Шпаније : 2008
- Куп Шпаније : 2011
- Суперкуп Шпаније : 2008